# Þóra Arnórsdóttir

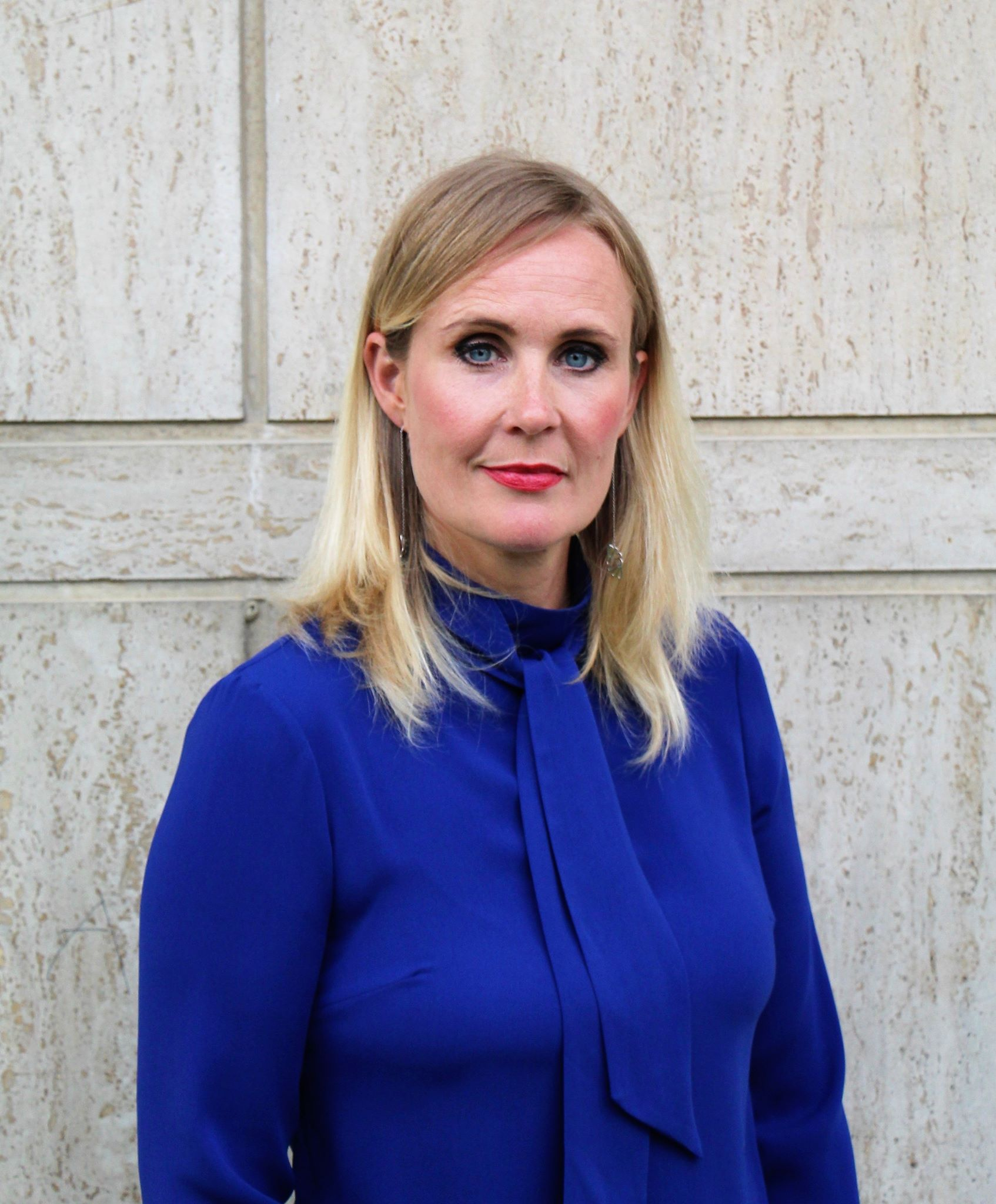
Þóra Arnórsdóttir, 2020

Þóra Arnórsdóttir (* 18. März 1975 in Reykjavík) ist eine isländische TV-Moderatorin und war Kandidatin für die Präsidentschaftswahl in Island 2012.

## Leben
Þóras Mutter ist die Fachwirtin Nína Sæunn Sveinsdóttir, ihr Vater Arnór Hannibalsson ist Philosophieprofessor. Sie ist die jüngste von fünf Geschwistern. Þóra wuchs in der Stadt Kópavogur auf. Sie besuchte die Kársnesskóli, die Þinghólsskóli und die Menntaskólinn við Hamrahlíð. Sie studierte an der Universität Island und der Universität Genua und machte ihren Bachelor im Fach Philosophie. An der Paul H. Nitze School of Advanced International Studies in Washington, D.C. und Bologna machte sie ihren Master in international and development economics. An der isländischen Fremdenführerschule Leiðsögumannaskóli Íslands wurde sie zudem lizenzierte Fremdenführerin.
1998 wurde Þóra Journalistin bei der öffentlich-rechtlichen Rundfunkanstalt Islands, RÚV, und arbeitete auch bei Rás 2, dem zweiten öffentlich-rechtlichen Programm sowie bei Islands größtem privaten Fernsehsender Stöð 2. Bei RÚV arbeitete sie für die Diskussionssendung Kastljós und die Sendung Útsvar. Sie war auch an vielen Sendungen mit politischem Inhalt (Wahlen, Krise in Island usw.) beteiligt. Daneben war Þóra Dozentin an der Universität Island für den Master-Studiengang Internationale Beziehungen und arbeitete als Fremdenführerin. 2001 war sie als Stipendiatin des Deutsch-Nordeuropäischen Programms der IJP-Internationale Journalisten Programme e.V. beim NDR in Hannover und Hamburg zu Gast.
Þóras Ehemann ist der RÚV-Reporter Svavar Halldórsson, mit dem sie drei Kinder hat. Weitere drei Kinder stammen aus einer früheren Beziehung Svavars.
Sie wohnt in Hafnarfjörður.

## Politik
Þóra gab im Frühjahr 2012 ihre Kandidatur für die Präsidentschaftswahl in Island 2012 bekannt und lag in Umfragen zeitweise vor dem Amtsinhaber Ólafur Ragnar Grímsson. Letztlich wurde dieser jedoch mit 52,8 Prozent der Stimmen wiedergewählt; Þóra erreichte als Zweitplatzierte 33,2 Prozent.
Sie spricht sich für eine Volksabstimmung über den isländischen EU-Beitritt aus. Volksabstimmungen gegenüber äußert sie sich kritischer als Ólafur Ragnar Grímsson, der in seiner Präsidentschaft wiederholt zu diesem Mittel gegriffen hat, um vom isländischen Parlament Althing beschlossene Gesetze durch das Volk legitimieren zu lassen. Nach Þóras Meinung vergrößern solche Abstimmungen die Distanz zwischen Volk und Parlament.